# Théophile Lejeune
Pour les articles homonymes, voir Lejeune.

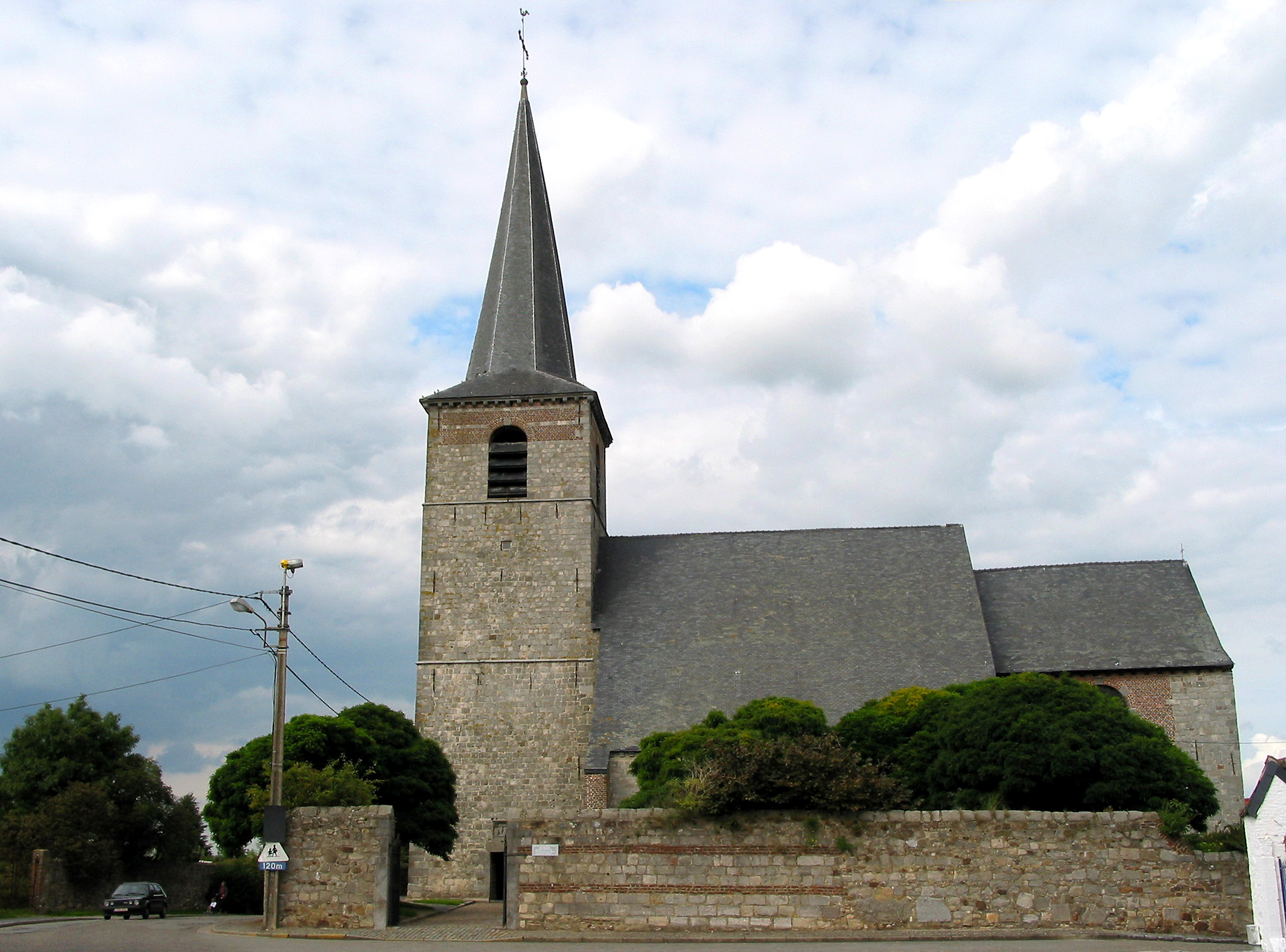
Église d'Estinnes-au-Val

Théophile Lejeune, né à Estinnes-au-Val le 5 février 1821 et mort le 15 septembre 1885 dans la même localité, est un historien belge.

## Biographie
Théophile Lejeune, né à Estinnes-au-Val le 5 février 1821, est le fils d'Antoine Lejeune (décédé en 1836) et d'Angélique Françoise Dever. Il avait un frère, Henri, qui était cultivateur à Estinnes-au-Val. Le 7 avril 1847, il épouse sa cousine, Aline Victoire Dever qui lui donne six enfants.
Théophile Lejeune fait sa carrière dans l'enseignement. Il est instituteur communal à Estinnes-au-Val. En 1845, il est directeur de l'école primaire communale. Il exerce également la profession de géomètre. 
C'est en qualité d'historien (d'abord des deux Estinnes puis du Hainaut) qu'il a marqué son temps. Il était membre de la Société des Sciences, des Arts et des Lettres du Hainaut. Il était également membre du Cercle archéologique de Mons. Enfin, il était correspondant de différentes institutions comme: la Société royale des Beaux-Arts et de littérature de Gand, la Société historique et littéraire de Tournai, la Société scientifique et historique du Limbourg à Tongres et la Société archéologique de l'arrondissement d'Avesnes.
Il sera médaillé d'or lors de deux concours organisés par la Société des Sciences, des Arts et des Lettres du Hainaut, en 1868-1869 pour son « Histoire civile et ecclésiastique de la ville de Soignies » et en 1882 pour son « Histoire de la ville de Binche ».
À la suite de son décès le 15 septembre 1885 à Estinnes-au-Val, il est inhumé dans le cimetière de cette localité le 18 septembre 1885.

## Quelques publications
- L'Abbaye de l'Olive. 12 p. - Les annales du cercle archéologique de Mons, TOME I. 1858.
- Coup d'œil historique sur le Hainaut. 12 p. - Les annales du cercle archéologique de Mons, TOME I. 1858.
- L'ancienne abbaye de Lobbes. 86 p. - Les annales du cercle archéologique de Mons, TOME II. 1859.
- Notice sur le village de Bray. 10 p. - Les annales du cercle archéologique de Mons, TOME II. 1859.
- Les sceaux de la ville de Binche. 14 p. - Les annales du cercle archéologique de Mons, TOME II. 1859.
- Retable gothique de l'église paroissiale de Buvrinnes. 13 p. - Les annales du cercle archéologique de Mons, TOME III. 1862.
- Rapport sur la découverte de substructions gallo-romaines à Estinnes-au-Val. 12 p. - Les annales du cercle archéologique de Mons, TOME III. 1862.
- Notice sur le village de Familleureux. 74 p. - Les annales du cercle archéologique de Mons, TOME IV. 1863.
- Sur quelques découvertes d'antiquités à Estinnes-au-Val, Bray, Strépy, Maurage, Vellereille-les-Brayeux, Hantes-Wihéries, Fontaine-Valmont et Binche. 4 p. - Les annales du cercle archéologique de Mons, TOME IV. 1863.
- L'ancienne abbaye de Saint-Feuillien. 44 p. - Les annales du cercle archéologique de Mons, TOME V. 1864.
- L'ancienne abbaye de la Thure 1244-1796. 50 p. - Les annales du cercle archéologique de Mons, TOME VII. 1867.
- Note sur une nouvelle découverte d'antiquités à Estinne au Val. 4 p. - Les annales du cercle archéologique de Mons, TOME VII. 1867.
- La vierge miraculeuse de Cambron. 30 p. - Les annales du cercle archéologique de Mons, TOME VII. 1867.
- Histoire civile et ecclésiastique de la ville de Soignies in Société des Sciences, des Arts et des Lettres du Hainaut, Concours, 1868-1869 (médaille d'or), Mons : H. Manceaux & Bruxelles : A. Decq, 1869, 424 p. .
- Notice historique sur le village de Boussoit-sur-Haine.102 p. - Les annales du cercle archéologique de Mons, TOME VIII. 1868-1869.
- Histoire et archéologie. Les Estinnes. 106 p., illustrations. - Les annales du cercle archéologique de Mons, TOME XII. 1875.
- Histoire et archéologie. Les Estinnes (suite et fin). 198 p. - Les annales du cercle archéologique de Mons, TOME XV. 1878.
- Le parc et les jardins de la maison de plaisance de Mariemont, sous les archiducs Albert et Isabelle. 7 p.  - Les annales du cercle archéologique de Mons, TOME XVI. 1880-1883. Première et seconde parties.
- Histoire de la ville de Binche in Société des Sciences, des Arts et des Lettres du Hainaut, Concours, 1880 (médaille d'or).